# Pocahontas 2 : Un monde nouveau
Pour les articles homonymes, voir Pocahontas (homonymie).
Série Pocahontas
Pocahontas : Une légende indienne
(1995)
Pour plus de détails, voir Fiche technique et Distribution.
Pocahontas 2 : Un monde nouveau, ou Pocahontas 2 : À la découverte d'un monde nouveau au Québec (Pocahontas II: Journey to a New World) est le 55e long-métrage d'animation des studios Disney. 
Sorti directement en vidéo en 1998, il s'agit de la suite de Pocahontas : Une légende indienne sorti au cinéma trois ans plus tôt.

## Synopsis
À bord du voilier qui navigue vers l'Angleterre, Pocahontas n'imagine pas un instant les aventures qui l'attendent en Europe. Escortée par le gentleman John Rolfe, son immense garde du corps Uti, et trois petits passagers clandestins Percy, Meeko et Flit, elle entreprend une importante mission de paix. 
Un univers à des années-lumière de tout ce que la jeune Amérindienne connaissait jusqu'alors. Et avec lui, son lot de petites contrariétés : les rues de Londres sont bien difficiles pour quelqu'un qui ne connaît que la quiétude de la forêt. Mais un danger bien plus redoutable attend notre jeune amie en la personne du gouverneur Ratcliffe, toujours décidé à prendre sa revanche sur elle.
Pocahontas élit domicile chez Rolfe avec Morty et Burdine. Après avoir présenté leur mère Mme Jenkins, sa femme de ménage, à la jeune femme, Rolfe s'en va parler au Roi : Pocahontas veut elle aussi y aller mais Rolfe lui dit que c'est impossible. Pocahontas reste donc chez lui tandis qu'au palais du Roi, après une longue discussion entre Rolfe, Ratcliffe et le Roi, celui-ci, influencé par Ratcliffe, décide qu'au lieu d'accorder une entrevue avec l'Indienne, elle sera invitée au bal, et que si elle ne se conduit pas en « sauvage », il n'enverra pas son Armada en Amérique pour piller le territoire indien. Cette décision enchante Ratcliffe parce qu'il sait que Pocahontas ne connait rien à la culture anglaise et que cela pourrait lui permettre d'envoyer son Armada.
Rolfe rentre chez lui très contrarié parce qu'il sait que n'importe qui peut se faire humilier durant un bal, mais Pocahontas lui assure qu'elle ne commettra aucune maladresse et lui demande comment faire. Mme Jenkins lui donne des vêtements. Pocahontas les enfile et se montre d'abord à Rolfe en sous-vêtements. Celui-ci, embarrassé, appelle Jenkins qui fait sortir l'Indienne de sa chambre. L'habillage, difficile, continue alors. Après quelque pas de danse désastreux et de nombreux essais de coiffures farfelues, Pocahontas est prête pour aller au Bal.
Vêtue d'une magnifique robe dorée, d'un collier offert par Rolfe et d'un petit chignon à nattes, elle se rend au bal avec Rolfe. Pocahontas et Rolfe arrivent au palais. Un peu nerveuse, Pocahontas reste d'abord sans voix devant le roi et la reine mais finit par les saluer, et les complimente sur leur royaume. Le Bal commence : après de nombreux pas de danse et une brève altercation avec Ratcliffe, arrive l'heure du dîner suivi d'un petit spectacle mettant en scène un ours, maltraité. Pocahontas, qui respecte beaucoup les animaux, prend la défense de la bête et traite les Anglais de sauvages : insulté, le roi fait immédiatement arrêter Pocahontas et déclare la guerre à la tribu Powhatan.
John Smith, qui vivait caché à Londres, entend la nouvelle et va aider Rolfe à faire évader Pocahontas, en espérant qu'elle restera cachée avec lui. Mais, sur le conseil de Rolfe, Pocahontas décide de tenter d'arrêter la guerre. Pocahontas va trouver le roi de nouveau en compagnie de Smith, lequel l'aide à prouver au roi que Radcliffe a menti sur beaucoup de choses. Le roi pardonne Pocahontas et Smith et les autorise à arrêter Radcliffe. Ils y parviennent, mais Radcliffe tente de tuer Pocahontas. Smith et Radcliffe se battent en duel et Radcliffe est précipité à la mer. Il nage jusqu'au port où les troupes du roi l'arrêtent. Smith choisit de reprendre la mer pour mener de nouvelles expéditions. Pocahontas et Rolfe retournent ensemble en Virginie. Pendant le trajet, ils s'avouent leur amour mutuel.

## Fiche technique
- Titre original : Pocahontas II: Journey to a New World
- Titre français : Pocahontas 2 : Un monde nouveau
- Titre québécois : Pocahontas 2 : À la découverte d'un monde nouveau
- Réalisation : Tom Ellery et Bradley Raymond
- Musique : Lennie Niehaus, Blaise Tosti et Stacy Widelitz
- Production : Walt Disney Télévision Animation
- Distribution : Buena Vista Home Entertainment
- Langue : anglais Français
- Dates de sortie :
  - États-Unis : 4 août 1998
  - France : 5 mai 1999[1]

## Distribution

### Voix originales
- Irene Bedard : Pocahontas
- Judy Kuhn : Pocahontas (chant)
- Billy Zane : John Rolfe
- Donal Gibson : John Smith
- David Ogden Stiers : Gouverneur Ratcliffe
- John Kassir : Meeko
- Jim Cummings :  le Roi Jacques
- Russell Means : Chef Powhatan
- Frank Welker : Flit
- Jean Stapleton : Mrs Jenkins
- Finola Hughes : La Reine Anne
- Linda Hunt : Grand-mère Feuillage
- Danny Mann : Percy
- Michelle St. John : Nakoma

### Voix françaises
- Yumi Fujimori : Pocahontas
- Judith Bérard : Pocahontas (chant)
- Guillaume Orsat : John Rolfe
- Gilles Vajou : John Rolfe (chant)
- Michel Papineschi : John Smith
- Raymond Gérôme : le gouverneur Ratcliffe
- Patrick Rocca : le gouverneur Ratcliffe (chant)
- Michel Bouclet : le chef Powhatan
- Louise Vincent : Mme Jenkins
- Jacques Ciron : le roi Jacques
- Frédérique Cantrel : la reine Anne
- Katy Vail : Grand-mère Feuillage
- Nathalie Duong : Nakoma
- Pierre-François Pistorio : le bouffon no 1
- Bernard Alane : le bouffon no 2

Chœurs : Michel Costa, Georges Costa, Karine Costa, Olivier Constantin, Jacques Mercier, Michel Mella, Jean Stout, Marielle Hervé, Lisbet Guldbaek créditée Lisbeth Bongarçon, Laurence Karsenty, Dominique Poulain, Martine Latorre, Brigitte Virtudes, Johanna Michel
Version française
Studio de doublage : Dubbing Brothers
Direction artistique : Perette Pradier
Adaptation : Philippe Videcoq

### Voix québécoises
- Lisette Dufour : Pocahontas
- Stéphanie Martin : Pocahontas (chant)
- Stéphane Blanchette : John Rolfe
- Vincent Potel : John Rolfe (Chant)
- Daniel Picard : John Smith
- Ronald France : le gouverneur Radcliffe
- José Paradis : le gouverneur Radcliffe (chant) / Bouffon 2
- Hubert Fielden : Powhatan
- Louisette Dussault : Mme Jenkins
- Claude Préfontaine : le roi
- Nathalie Coupal : la reine
- Louise Turcot : Grand-mère Saule
- Camille Cyr-Desmarais : Nakoma
- Mark Giannetti : le bouffon no 1
- Hubert Gagnon : le valet de la cour

Note: Alors que les chansons étaient doublées, elles étaient laissées en anglais dans l'édition Blu-ray.

## Chansons du film
- Au seuil de mon avenir  ou  Où est mon vrai destin ? au Québec (Where Do I Go From Here?) - Pocahontas
- Bienvenue à Londres  ou Qu'il fait bon à Londres au Québec (What a Day in London) - Pocahontas, John Rolfe et chœur
- Quand il vous verra ou En te voyant au Québec (Wait 'Til He Sees You) - Mme Jenkins, John Rolfe
- Méfiez-vous des apparences ou Oublions les apparences au Québec (Things Are Not What They Appear) - Le gouverneur Ratcliffe, bouffons et Chœur
- Au seuil de mon avenir ou Où est mon vrai destin ? au Québec (reprise) - Pocahontas
- Entre Deux Mondes au Quebec (Between Two Worlds) - générique de fin (Judy Kuhn and Billy Zane)

## Sorties vidéo
- 2 avril 1999 : VHS et Laserdisc
- 5 mai 1999 : DVD simple
- 26 novembre 2003 : VHS et DVD
- 19 octobre 2005 : Édition 2 DVD avec Pocahontas
- 1er juillet 2009 : DVD édition slim
- 30 septembre 2009 : DVD simple
- 6 juin 2012 : Blu-ray simple